# 1055
Cette page concerne l'année 1055  du calendrier julien.
L'année 1055 est une année commune qui commence un dimanche.

## Événements
- 12 janvier : début du règne effectif de Théodora, impératrice d’Orient (fin en 1056) ; elle confie le pouvoir à des eunuques[1]. Le général Nicéphore Bryenne, cantonné avec son armée en Asie Mineure, s’avance jusqu’à Chrysopolis, mais est déclaré rebelle et emprisonné[2].

- 13 avril : début du pontificat de Victor II (Gebhard de Dollnstein-Hirshberg), désigné par Henri III[1] (fin en 1057).
- 20 avril : l'empereur Henri III, au cours de sa seconde expédition en Italie, tient une diète à Roncaglia, près de Plaisance puis se rend en Toscane. Mécontent du mariage contracté par la régente de Toscane Béatrice avec Godefroi le Barbu, il l'enlève avec sa fille Mathilde pour les assigner à résidence en Allemagne[3] (fin en 1057). Le jeune Boniface IV, resté en Italie, meurt peu après.

- Mai : l'archevêque Mauger de Rouen est déposé au concile de Lisieux[4].

- 4 juin : concile réformateur  de Florence en présence du pape Victor II et de l'empereur[3].

- 24 octobre : Hereford est mis à sac par le Gallois Gruffydd ap Llywelyn après sa victoire sur Ralph le Timide[5].

- 17 décembre : les Turcs Seldjoukides sous la conduite de Toghrul-Beg s'emparent pacifiquement de Bagdad[6],[7], sollicités par le calife abbasside après les négociations du juriste Al-Mâwardi. Toghrul-Beg prend le titre de sultan et chasse les vizirs buyides (chiites). Al-Malik ar-Rahim est fait prisonnier. Le sunnisme est restauré.

- Henri Ier, roi des Francs, annexe le comté de Sens au domaine royal à la mort du dernier comte, Rainard[8].
- Ferdinand Ier de Castille, en lutte contre les Maures, franchit le Douro[9].
- Le séfarade Joseph ibn Nagrela succède à son père Samuel Ha-Naguid comme vizir de Grenade (fin en 1066)[10].

- Le métropolite de Kiev Ephrem, nommé par Constantinople à la place d’Hilarion, suspend pour trois ans Luc Jidiata, à Novgorod[1].